# Saab 91 Safir

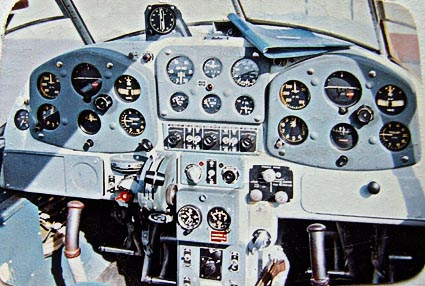
Instrumentbräda SAAB 91B Safir.

Saab 91 Safir, är ett enmotorigt lågvingat allmänflygplan från SAAB, som flög första gången 20 november 1945 och producerades 1946-1966. Safiren användes av Flygvapnet med den svenska militära beteckningen Tp 91, Sk 50B och Sk 50C mellan 1946 och 1993. Safiren var, om man ser till antalet sålda flygplan, fram till Saab 340 Saabs största exportframgång. Den användes av ett flertal flygskolor och flygvapen. Totalt tillverkades med alla versioner 323 stycken. 
Safiren innehar även ett inofficiellt världsrekord i nonstopflygning då Carl Gustav von Rosen leveransflög en Safir från Bromma till Addis Abeba på tiden 30 tim 52 minuter 1947. Ingen barograf medfördes, varför rekordet inte godkändes.

## Historik
Konstruktör var A J Andersson som tidigare konstruerat bland annat Bücker Bü 181 Bestmann. Dessa båda flygplan uppvisar därför många gemensamma drag. Prototypflygplanet för Safirprogrammet användes vid byggandet av experimentflygplanet Saab 201, senare Saab 202. Ursprungligen skulle flygplanet drivas med "Trollet", en luftkyld 4-cylindrig boxermotor från Svenska Flygmotor AB i Trollhättan, men så blev inte fallet. Istället användes de svenska motorerna till stridsfordon, bl.a. Infanterikanonvagn 103. På grund av Saabs kapacitetsbrist lade man ut stora delar av tillverkningen av Safiren till De Schelde i Nederländerna.

## Versioner
- 91A – Hade en 125 hk 4-cylindrig inverterad de Havilland Gipsy Major GM 1 radmotor, eller 145 hk Gipsy Major GM 10. Planet hade plats för tre personer. 17 stycken köptes som skolflygplan av det etiopiska flygvapnet, medan Svenska Flygvapnet köpte tio plan för mindre transporter och sambandsuppgifter, se vidare Tp 91.
- 91B – Förstärkt version försedd med 6-cylindrig 190 hk Lycoming O-435 boxermotor. Totalt beställdes 76 stycken som skolflygplan till flygvapnet. Ett av dessa havererar dock innan under leverans. Svensk militär beteckning blev Sk 50B.
- 91B-2 – Variant på versionen 91B för norska flygvapnet med några smärre modifieringar, bland annat försedd med propellerregulator (constant speed propeller).
- 91C – Se faktaruta. Hade plats för fyra personer efter att kroppstanken ersatts av två vingtankar. Motorn försågs nu även med en constant speed propeller. Fjorton stycken beställs och levereras till Flygvapnet som Sk 50C.
- 91D – Samma flygplan som 91C, men med en 180 hk 4-cylindrig Lycoming O-360-A1A boxermotor.
- Saab 201 – experimentflygplan med nerskalad pilvinge från Saab 29 Tunnan. Byggd på Saab 91A-prototypen. de Havilland Gipsy Major-motor.
- Saab 202 – experimentflygplan med nerskalad pilvinge från Saab 32 Lansen. Byggd på Saab 91A-prototypen. Lycoming 0-435-A-motor.

## Användning i Sverige

### Sk 50
Mellan åren 1952 och 1992 ingick Saab 91B och C Safir i Flygvapnet. De första 20 åren som skolflygplan för grundläggande flygutbildning.  
1949 sökte Flygvapnet efter ett nytt flygplan som ersättare för Sk 25.
Från Saab i Linköping flögs en Saab 91A Safir försedd med Lycoming O-435-motor ner till F 5 Ljungbyhed i november 1949 för utvärdering i luften av sju flyglärare. Efter provflygningarna påpekade Flygvapnet några detaljer som behövde modifieras, varefter Saab den 12 juli 1949 lämnade en offert med prisuppgifter för 65, alternativt 80 flygplan för leverans med början 1952.
1951 beställde Flygvapnet 75 stycken 91B, som i Flygvapnet fick militär beteckning Sk 50B. Saab som redan fyllt sin kapacitet med tillverkningen av Saab 29 Tunnan lade ut produktionen till De Schelde i Holland. Ytterligare en Sk 50B tillkom efter att första flygplanet efter fyra månader köpts tillbaka av Saab.
Ordern följdes 1959 av en beställning på ytterligare 14 flygplan. Denna gången gällde det versionen 91C, militär beteckning Sk 50C. Dessa flygplan tillverkades i Linköping.
Flygplanen levererades i första hand till F 5 Ljungbyhed och användes som ”Skolflygplan typ 1”. När Sk 61 Bulldog 1970 tillfördes Krigsflygskolan som ersättare för Sk 50 överfördes kvarvarande Sk 50B och Sk 50C till Flygvapnets olika flottiljer, där de användes för allmän flygträning, sambandsflygningar och väderspaning.
1992 när Chefen för Flygvapnet (CFV) sålde ut Sk 50, bildades det på flera flottiljer civila flygklubbar för att, i linje med CFV:s avsikt, möjliggöra för även icke flygande personal att ta flygcertifikat och utöva flygning.

### Flygvapnets versioner

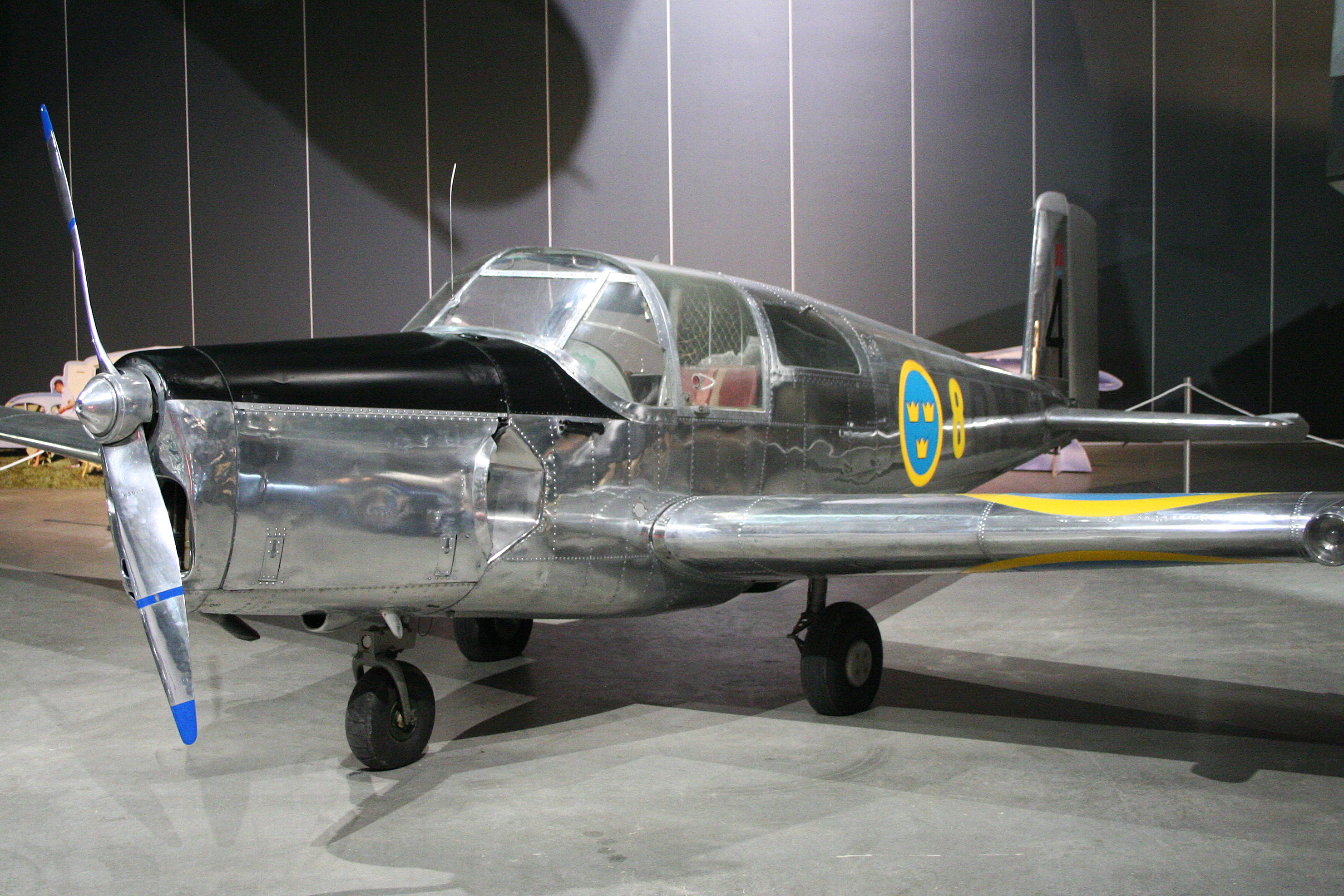
Saab 91A Safir.

- Sk 50B – Plats för 3 personer (76 flygplan).
- Sk 50C – Plats för fyra personer och i vissa fall utrustning för civil instrumentflygning (14 flygplan).

### Tp 91
Tp 91 var den svenska militära beteckning på de Saab 91A Safir som användes av Flygvapnet för sambands- och personaltransporter.
Flygvapnet beställde 1946 10 stycken Saab 91A à 39 540 kronor styck. Samtidigt beställdes även separat 10 stycken noshjulsskidor för vinterbruk. Första leveransen skedde i februari 1947 då två flygplan anlände till F 8 Barkarby. De flesta flygplanen kom att baseras där, men några kom periodvis att placeras vid F 4 Frösön, F 9 Säve och F 10 Ängelholm.
Försök av Saab med norskbyggda flottörer monterade på första serieflygplanet (SE-AUN) gjordes 1947 på sjön Roxen. Trots omfattande modifiering av stället var man inte nöjd med resultatet. Någon ansökan om civil certifiering gjordes därför aldrig. Trots det plockade man fram samma flottörställ igen 1951 och monterade dem på en av Flygvapnets Tp 91 (91119) från F 9 Säve som skulle deltaga i den Norsk-Svensk-Brittiska Antarktisexpeditionen samma år. Eftersom flygplanet tillfälligt skulle civilregistreras som SE-BTY, var man tvungen att söka dispens och inhämta ett tidsbegränsat tillstånd från Luftfartsverket. Prov med samma ställ gjordes ett par år senare på en tredje Safir, då en Sk 50B (50040). 

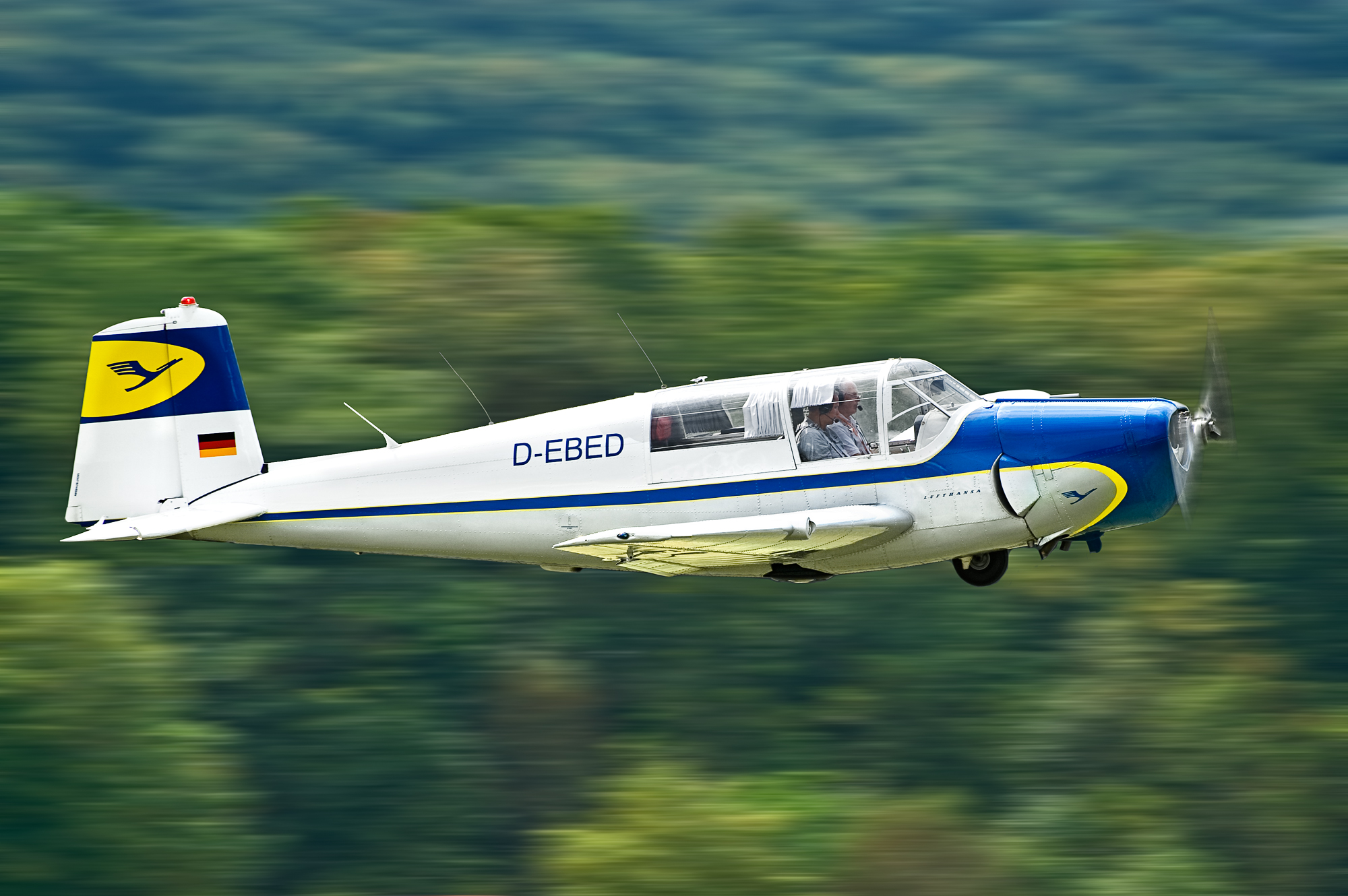
Saab 91B Safir.

I maj 1960 togs de fem kvarvarande flygplanen ur tjänst och skrotades. Ett hade redan 1956 försålts till Tyskland. De övriga fyra Tp 91 havererade i Flygvapnets tjänst.
Ingen genuin Tp 91 finns bevarad någonstans. En Saab 91A, SE-AYC (91104), finns magasinerad vid Flygvapenmuseum. Den har dock aldrig tjänstgjort som Tp 91 i Flygvapnet.

## Användning i Finland
Saab 91D Safir var finländska flygvapnets skolflygplan för nya piloter. Totalt hade man 36 stycken Safirer i tjänst mellan 1958 och 1982. Efter detta togs tre flygplan över av det finländska gränsbevakningsväsendet. Dessa var i tjänst 1982–1985.

## Användning i Österrike
I samband med Österrikes visade intresse för köp av Saab 29 beställdes 24 stycken Saab 91D för grundläggande flygutbildning. Flygplanen placerades på Fliegerschulkompaniet i Zeltweg.

## Militära användare

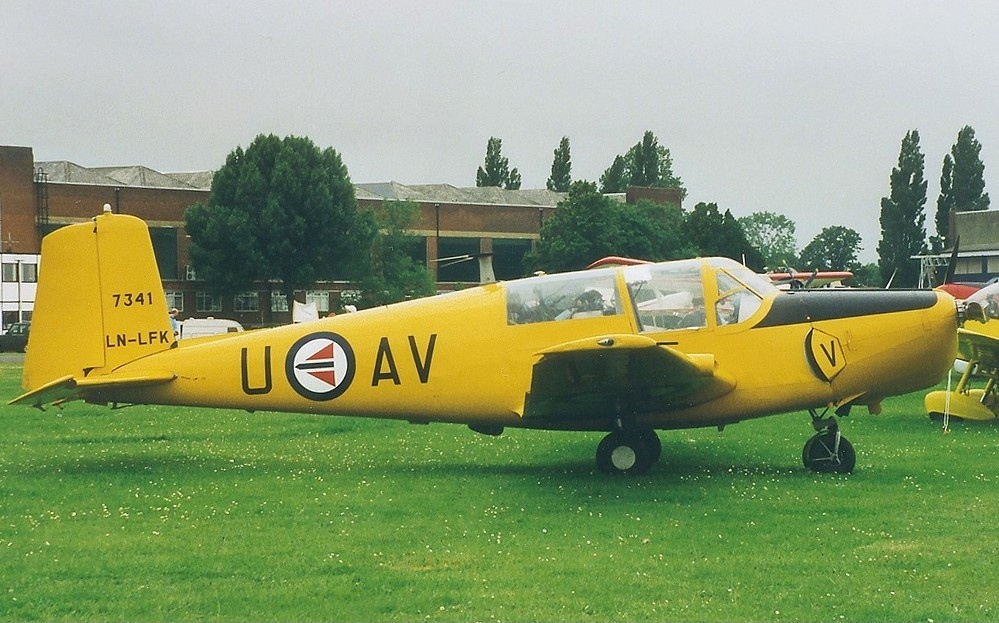
Norsk Saab 91B-2 Safir.

- Etiopien
- Finland
- Japan
- Norge
- Sverige
- Tunisien
- Österrike